# KeyBank Center
KeyBank Center, tidligere HSBC Arena, Marine Midland Arena og First Niagara Center, er en sportsarena i Buffalo i New York, USA, der er hjemmebane for NHL-holdet Buffalo Sabres. Arenaen har plads til ca. 19.200 tilskuere, og blev indviet 21. september 1996.